# Paraschistura lindbergi
Paraschistura lindbergi är en fiskart som först beskrevs av Banarescu och Mirza, 1965.  Paraschistura lindbergi ingår i släktet Paraschistura och familjen grönlingsfiskar. Inga underarter finns listade i Catalogue of Life.